# Metro de Ciudad Ho Chi Minh
Metro de Ciudad Ho Chi Minh (Vietnamita: Dự án đường sắt đô thị Thành phố Hồ Chí Minh) es una red de tránsito rápido planificada que servirá a la ciudad de Ciudad Ho Chi Minh en Vietnam. La red se propuso por primera vez en 2001 como parte de un plan integral de red de transporte público que incluye la ciudad y las provincias vecinas, con el objetivo de evitar los graves problemas de congestión del tráfico que han afectado a otras ciudades de Vietnam (como Hanói).
La mayor parte de la red se encuentra actualmente en las etapas de planificación, con proyectos para diferentes líneas avanzando a medida que los fondos estén disponibles.
La primera línea de la red, que conecta el Mercado Ben Thanh y el Parque Suoi Tien en el Distrito, estaba originalmente programada para completarse en 2014. Una ceremonia de inauguración de la Línea 1 se llevó a cabo el 21 de febrero de 2008. Sin embargo, debido a problemas de financiación, la construcción solo comenzó en 2012 , adelantando la fecha de finalización del proyecto a 2018.
El 13 de septiembre de 2017, las autoridades anunciaron que la línea 1 se retrasará por dos años. El exceso de costos, las auditorias y los pagos retrasados a los contratistas contribuyeron a la demora. La fecha de finalización prevista ahora se establece en 2020.
El 28 de enero de 2019, el Director de la Unidad de Gestión de Proyectos de MAUR, Duong Huu Hoa declaró que el progreso de la construcción de la Línea 1, a diciembre de 2018, había alcanzado el 62%, por debajo del objetivo del 65%. El proyecto ha sido criticado en la prensa local por sus repetidas demoras.
La construcción de la Línea 2 inicialmente estaba programada para comenzar en 2013, y las operaciones comenzarían en 2018. Sin embargo, el 13 de septiembre de 2017, las autoridades locales solicitaron al Primer Ministro que retrasara la construcción de la segunda línea hasta 2020. No se dieron razones. por el retraso. El costo estimado de la línea también se ha disparado de $ 1.3 mil millones a más de $ 2.1 mil millones.

## Red actual

### Líneas
El Metro de Ciudad Ho Chi Minh cuenta con una línea en construcción:
| Línea | Línea | Terminales                          | Apertura prevista       | Longitud          | Estaciones | Tipo  |
| ----- | ----- | ----------------------------------- | ----------------------- | ----------------- | ---------- | ----- |
|       | 1     | Ben Thanh - New Eastern Bus Station | 22 de diciembre de 2024 | 19,7 km (12,2 mi) | 14         | Metro |

## Historia
La red se propuso por primera vez en 2001 como parte de un plan integral de redes de transporte público que incluía Ciudad Ho Chi Minh y las provincias vecinas, con el objetivo de evitar los graves problemas de congestión del tráfico que han afectado a otras ciudades asiáticas (como Hanói).
Según el plan maestro original, presentado en febrero de 2001, el sistema de metro constaría de seis líneas. En un principio se preveía que el plan costaría 1.500 millones de dólares en 10 años, como parte de un programa de 3.350 millones para construir una red ferroviaria que diera servicio a Ciudad Ho Chi Minh y las provincias circundantes.
El plan se revisó en 2007 y propuso nada menos que seis líneas de ferrocarril urbano. El plan maestro de desarrollo del transporte de la ciudad hasta 2020 prevé desarrollar tres líneas de monorraíl o tren ligero con una longitud total de 37 kilómetros y seis rutas de metro subterráneo con una longitud total de 107 kilómetros. El mercado de Bến Thành, en el distrito 1, que ya es un importante centro de tráfico de autobuses, se convertirá en un importante nudo de conexión de varias líneas.